# Tachyporus obscurellus
Tachyporus obscurellus är en skalbaggsart som beskrevs av Zetterstedt 1838. Tachyporus obscurellus ingår i släktet Tachyporus, och familjen kortvingar. Arten är reproducerande i Sverige.